# Alstroemeria paraensis
Alstroemeria paraensis es una especie de las alstroemeriáceas. Alstroemeria paraensis pertenece al género Alstroemeria y a la familia Alstroemeriaceae.

## Descripción
Es endémica del sureste de Brasil, especialmente descrito en el estado Pará. Es un geófito tuberoso y crece principalmente en el clima tropical húmedo.

## Taxonomía
Alstroemeria paraensis Fue descrita por primera vez por Marta Camargo de Assis en 2006 y publicado en la revista Brittonia 58: 267.
Etimología
Alstroemeria: nombre genérico que fue nombrado en honor del botánico sueco barón Clas Alströmer (Claus von Alstroemer) por su amigo Carlos Linneo.
paraensis: epíteto que hace referencia al estado brasilero de Pará.